# Ronnie Specter
Ronnie Specter, pseudonimo di Rhonda Specter (...), è una truccatrice statunitense.

## Biografia
Diplomata presso l'accademia di Joe Blasco, Specter è attiva sin dal 1984 in ambito cinematografico. Nel 1993 venne nominata, assieme a Ve Neill e Stan Winston, all'Oscar al miglior trucco per i suoi make-up del film Batman - Il ritorno. Specter ha lavorato in oltre 90 film.

## Filmografia parziale

### Cinema
- Passione ambigua (Love Scenes), regia di Bud Townsend (1984)
- Ghoulies, regia di Luca Bercovici (1985)
- Angel Killer II - La vendetta (Avenging Angel), regia di Robert Vincent O'Neill (1985)

- Pray for Death, regia di Gordon Hessler (1985)
- Anche i fantasmi lo fanno (School Spirit), regia di Alan Holleb (1985)
- Static, regia di Mark Romanek (1985)
- Militari su con la vita (Basic Training), regia di Andrew Sugerman (1985)
- Chi è sepolto in quella casa? (House), regia di Steve Miner (1986)
- Inside Out, regia di Robert Taicher (1986)
- Colpo vincente (Hoosiers), regia di David Anspaugh (1986)
- Bella da morire (Prettykill), regia di George Kaczender (1987)
- Una notte da ricordare (The Allnighter), regia di Tamar Simon Hoffs (1987)
- Made in U.S.A., regia di Ken Friedman (1987)
- D.O.A. - Dead on Arrival (D.O.A.), regia di Annabel Jankel e Rocky Morton (1988)
- L'ultima luna d'agosto (Full Moon in Blue Water), regia di Peter Masterson (1988)
- Ragazze, il mostro è innamorato (Big Man on Campus), regia di Jeremy Kagan (1989)
- I favolosi Baker (The Fabulous Baker Boys), regia di Steve Kloves (1989)
- Batman - Il ritorno (Batman Returns), regia di Tim Burton (1993)
- L'Uomo Ombra (The Shadow), regia di Russell Mulcahy (1994)
- Amiche per sempre (Now and Then), regia di Lesli Linka Glatter (1995)
- Air Force One, regia di Wolfgang Petersen (1997)
- Sogno di una notte di mezza estate (A Midsummer Night's Dream), regia di Michael Hoffman (1999)
- 8 Mile, regia di Curtis Hanson (2002)
- The Door in the Floor, regia di Tod Williams (2004)
- The Sentinel - Il traditore al tuo fianco (The Sentinel), regia di Clark Johnson (2006)
- Cutlass, regia di Kate Hudson - cortometraggio (2007)
- Cose nostre - Malavita (The Family), regia di Luc Besson (2013)
- Ride - Ricomincio da me (Ride), regia di Helen Hunt (2014)
- I Am Here, regia di Anders Morgenthaler (2014)
- Mojave, regia di William Monahan (2015)
- The Wizard of Lies, regia di Barry Levinson – film TV (2017)